# Lili Klug

Lili Osmarr am Meiniger Hoftheater

Lili Klug, verheiratete Lili Osmarr (21. Februar 1876 in Wien – nach 1926) war eine österreichisch-deutsche Theaterschauspielerin.

## Leben
Die Tochter eines Fabrikbesitzers wurde 1895 nach einem Probesprechen am Hoftheater Meiningen engagiert, woselbst sie als „Marie“ in Heimat zum ersten Male auftrat. Die junge Künstlerin gastierte früher als „Louise“ am Berliner Hoftheater und wurde nach diesem Debüt für fünf Jahre daselbst verpflichtet. Doch löste sie den Vertrag bald darauf auf gütlichem Wege, um ihrem Gatten Otto Osmarr nach Meiningen folgen zu können.
Im Jahre 1926 spielte Lili Osmarr am Landestheater Meiningen. Sie verkörperte Mathilde, die Ehefrau des Hauptcharakters. Das Stück Althaus wurde geschrieben von Carl Clein, die Spielleitung hatte Willy Stephan inne. Weitere Darsteller waren: Carl Lerch, Hans Hübner, Eva Geißler, Johannes Agger, Fanny Stolzenberg, Marta Römer, Horst Falk, Elsa Fritch und Rober Luhbahn.